# Nico Sijmens
Nico Sijmens est un coureur cycliste belge né le 1er avril 1978 à Diest. Passé professionnel en 2001 dans l'équipe Vlaanderen-T Interim, il a notamment remporté le Rothaus Regio-Tour en 2005 et la quinzième étape du Tour d'Espagne 2010 sur tapis vert, à la suite du déclassement pour dopage de l'Espagnol Carlos Barredo. 

## Biographie

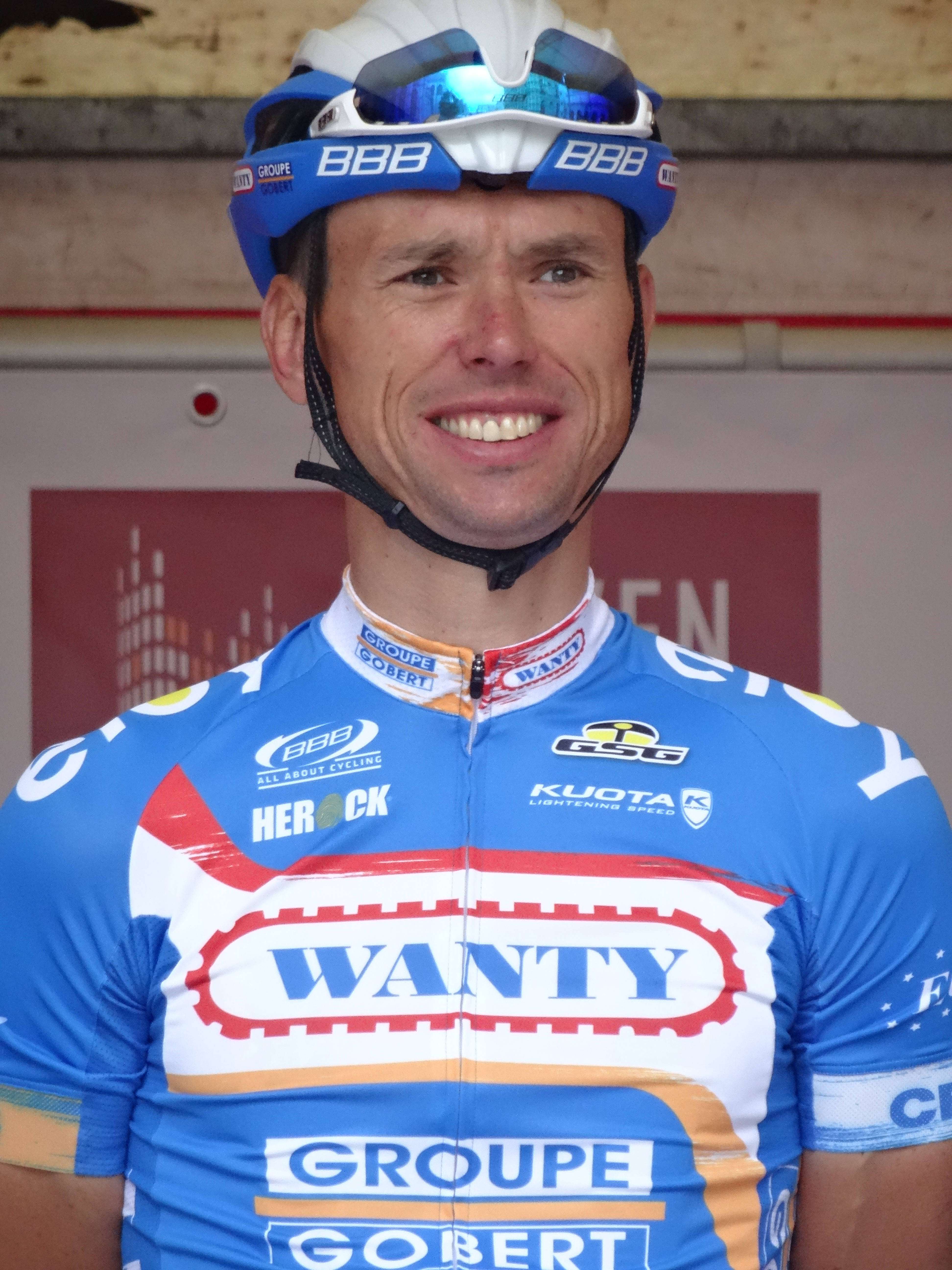
Nico Sijmens lors du Grand Prix Jef Scherens 2014.

## Palmarès
- 1999
  - 2e de Hasselt-Spa-Hasselt
  - 2e du Tour du Brabant flamand
- 2000
  - 3ea étape du Grand Prix Guillaume Tell
  - 2e du Circuit de Wallonie
  - 2e du Grand Prix Guillaume Tell
- 2001
  - 3e et 4e étapes du Tour de la Somme
- 2003
  - 4e et 6e étapes du Tour d'Autriche
  - 3e étape du Circuito Montañés
  - 2e étape du Tour de Chine
- 2004
  - Grand Prix Pino Cerami
  - 3e de la Flèche brabançonne
  - 3e du Grand Prix de Denain
- 2005
  - Hel van het Mergelland
  - Rothaus Regio-Tour :
    - Classement général
    - 2e étape

  - 2e de Halle-Ingooigem
  - 3e de la Flèche hesbignonne
  - 3e du championnat de Belgique sur route
- 2006
  - 3e étape du Tour de la Région wallonne
  - 2e du Tour de la Région wallonne
- 2007
  - Beverbeek Classic
  - Hel van het Mergelland
- 2008
  - 2e des Boucles de l'Aulne
  - 3e d'À travers le Hageland
- 2012
  - 2e étape des Boucles de la Mayenne
  - 2e des Boucles de la Mayenne
- 2013
  - Rhône-Alpes Isère Tour :
    - Classement général
    - 3e étape

## Résultat sur les grands tours

### Tour d'Italie
2 participations
- 2004 : 68e
- 2010 : 104e

### Tour d'Espagne
4 participations
- 2010 : 96e
- 2011 : 73e
- 2012 : 87e
- 2013 : 78e

## Classements mondiaux
| Année                  | 2005 | 2006 | 2007 | 2008 | 2009 | 2010   | 2011 | 2012 | 2013 | 2014 |
| ---------------------- | ---- | ---- | ---- | ---- | ---- | ------ | ---- | ---- | ---- | ---- |
| Calendrier mondial UCI |      |      |      |      | 256e | 181e   |      |      |      |      |
| UCI Europe Tour        | 10e  | 58e  | 93e  | 150e |      | 1 179e | 599e | 259e | 197e | 700e |